# Bjarkemål
Bjarkemål (Bjarkamál in fornu) er et nordisk heltedigt fra omkring år 1000 e.Kr. Nogle få strofer eksisterer - i islandsk overlevering - og resten er kendt fra Saxos gendigtning på latin. Det handler om Rolf Krakes nederlag i Lejre, og beskrives i en dialog mellem to af Rolf Krakes tolv berserker Bodvar Bjarke (deraf navnet) og Hjalte. Sangen "Sol er oppe" er Grundtvigs version af digtet.
Det er et dansk, eller måske rettere et nordisk digt. Saxo skriver, at han har oversat det til latin fra folkesproget. Vi ved, at der fandtes et Bjarkemål på folkesproget, men formen er en anden. Det oprindelige digt må have været, som vi kender de norrøne digte: Skarpskårent, lakonisk og med stavrim, mens Saxos er ordrigt og bredt malende med 298 heksametre, det versemål, som bl.a. de store antikke heltedigte Iliaden, Odysseen og Æneiden er skrevet på. Snorre fortæller, at Tormod Kolbrunarskald på kong Olavs opfordring kvad "det gamle Bjarkemål" om morgenen før slaget på Stiklestad.
I Bjarkemål har Rolf Krake gjort svenskerne skatskyldige, men de ødelægger kongesædet Lejre med en list, som minder om den trojanske hest hos Homer: Vognene, der skal bringe skatterne til Lejre, er nemlig fyldt med skjulte våben. Da svenskerne under Hjartvars ledelse ankommer til Lejre, inviteres de til fest og sørger for at holde sig ædru. Saxo har kombineret motiver fra det oprindelige, danske digt med motiver fra 2. sang i Æneiden, nyktomakhien, hvor Æneas fortæller Dido om grækeres og trojaneres kamp i Troja. Nyktomakhien er af nogenlunde samme længde som Bjarkemål og indeholder de samme elementer: Den trojanske hest/svenskernes indsmuglede våben, danskerne/trojanerne sover, da svenskerne/grækerne griber til våben og klimaks: Gudinden Venus viser Æneas, at det er guderne selv: Jupiter, Juno, Minerva og Neptun, der ønsker Trojas fald, og han bør derfor flygte. Tilsvarende viser Rolf Krakes søster Ruth Bjarke krigsguden Odin, med den forskel at synet af Odin bliver Bjarke og Hjaltes dødsøjeblik.
Berømt er optrinnet, hvor Bjarke sover dybt i hallen, mens hans fylgje eller dobbeltgænger i dyreham, bjørnen, kæmper på hans vegne udenfor. Da man endelig får Bjarke kaldt til kamp, er bjørnen forsvundet.
Digtet indledes med, at Hjalte vækker sine fæller til kamp. 
I Frederik Winkel Horn gendigtning
Vaagner alle
Venner af Rolv,
vaagner alle
Ædlingens Mænd.
Tid er ej længer
ledig at ligge,
Dag er oppe,
Daad os vinker.
Hører mig, herlige
Helte alle,
ætstore Mænd,
som aldrig flyede.
Ej jeg jer vækker
til Vin eller Viv,
men til Hildes
haarde Leg.